# Fortune FitzRoy, duchessa di Grafton

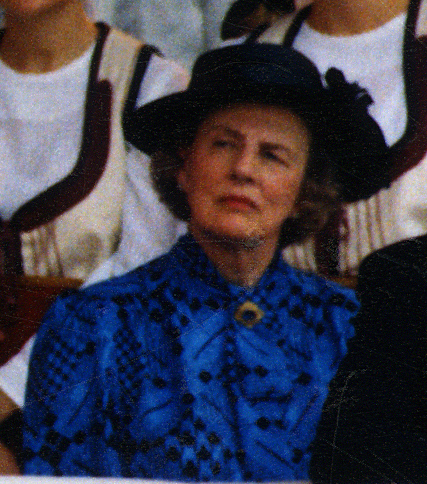
La duchessa di Grafton a Brisbane nel 1988

Ann Fortune Fitzroy, Duchessa Madre di Grafton (Sussex, 24 febbraio 1920 – Londra, 3 dicembre 2021), è stata una nobildonna inglese, Mistress of the Robes dal 1967 alla morte.

## Biografia
Era la figlia del capitano Evan Cadogan Eric Smith, e di sua moglie, Beatrix Williams. Suo fratello minore, Sir John Smith, era un finanziere, un deputato conservatore e il fondatore del Landmark Trust.

## Matrimonio
Sposò, il 12 ottobre 1946, l'allora conte di Euston Hugh FitzRoy, figlio di Charles FitzRoy, X duca di Grafton e di Lady Doreen Buxton, che incontrò per la prima volta a un ballo a Euston Hall. Ebbero cinque figli:
- James Oliver Charles FitzRoy, conte di Euston, (13 dicembre 1947-1 ottobre 2009), sposò Lady Claire Kerr, ebbero cinque figli[3];
- Lady Henrietta Fortune Doreen FitzRoy (14 settembre 1949), sposò Edward St. George, ebbero due figli;
- Lady Virginia Mary Elizabeth FitzRoy (10 aprile 1954)[4], sposò in prime nozze Lord Ralph William Kerr e in seconde nozze Roger Babington Hill;
- Lord Charles Patrick Hugh FitzRoy (7 gennaio 1957), sposò Diana Miller-Stirling, ebbero due figli;
- Lady Olivia Rose Mildred FitzRoy (1º agosto 1963), sposò John Elmhirst Monson, ebbero due figlie.

Nel 1970 suo marito successe al padre come duca di Grafton, divenendo nota come duchessa di Grafton. Nel mese di aprile 2011 rimase vedova. A suo marito succedette come duca il nipote Henry FitzRoy, visconte Ipswich, siccome il loro primogenito morì nel 2009.
È stata Lady of the Bedchamber della regina Elisabetta II (1953-1966) e Mistress of the Robes dal 1967.
Muore il 3 dicembre 2021 all'età di 101 anni.